# Neuroleon gracilis
Neuroleon gracilis är en insektsart som beskrevs av Peter Esben-Petersen 1920. 
Neuroleon gracilis ingår i släktet Neuroleon och familjen myrlejonsländor. Inga underarter finns listade i Catalogue of Life.